# 德維納灣

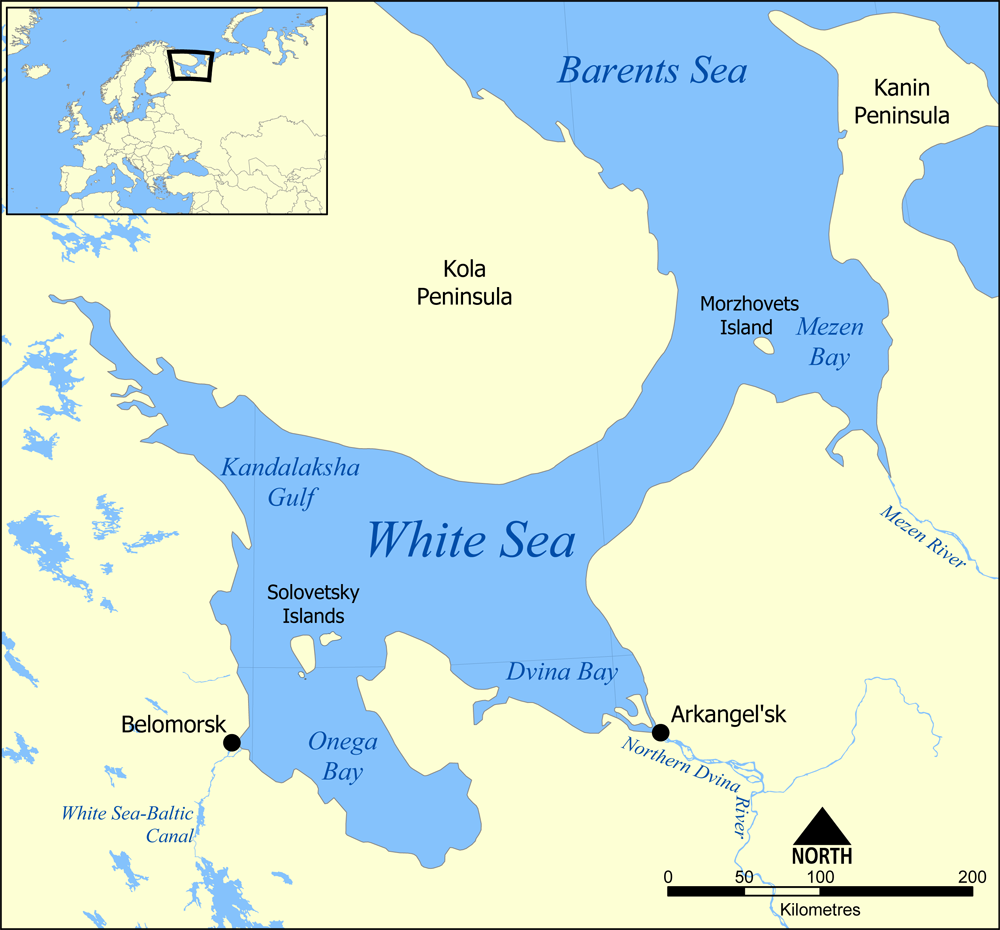
德維納灣在白海的位置

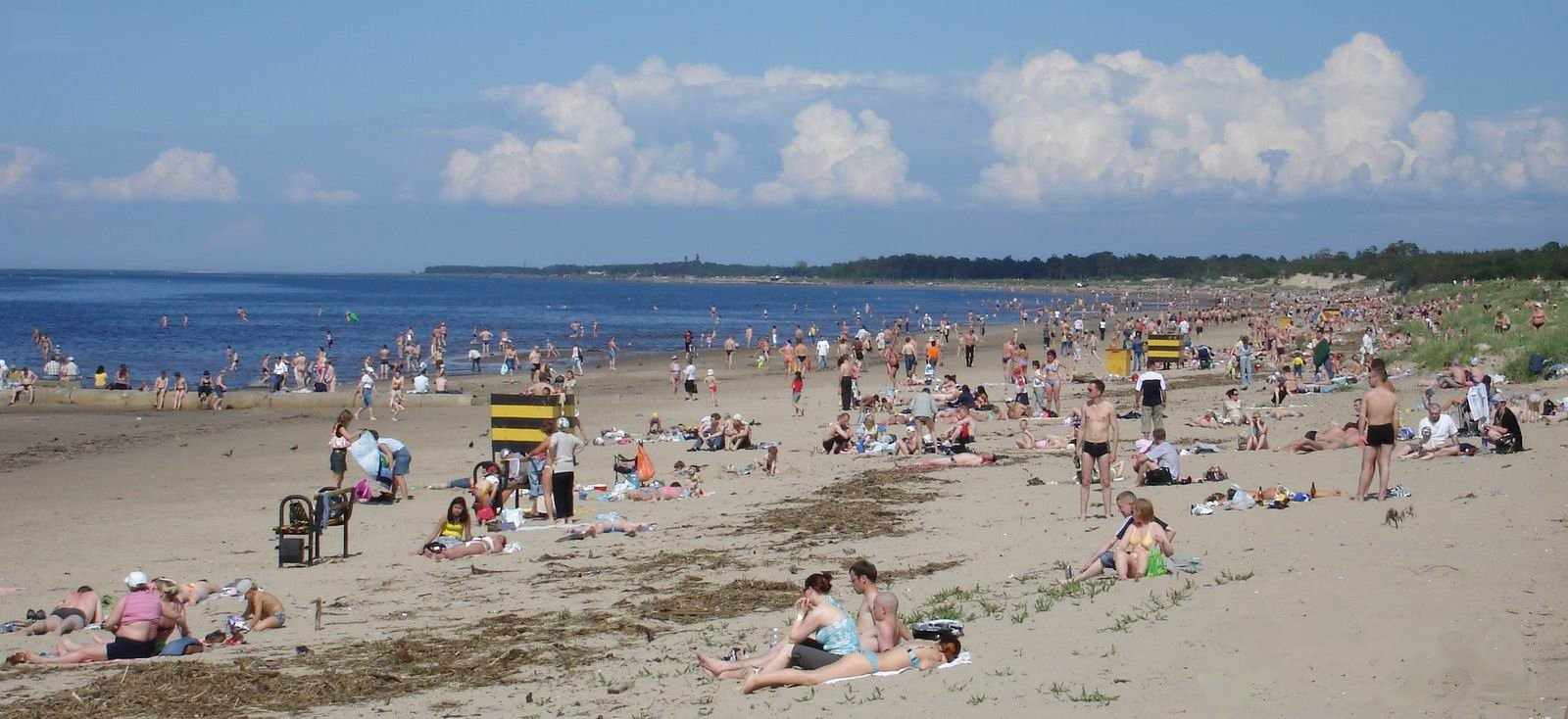
北德文斯克附近的海灘

德維納灣位於俄羅斯阿爾漢格爾斯克州，是白海四大港灣之一，其餘為梅津灣、奧涅加灣和坎達拉克沙灣。北德維納河是流入德維納灣的主要河流，港灣上的兩座城市是阿爾漢格爾斯克和北德文斯克。
65°00′N 39°13′E / 65.000°N 39.217°E